# Chris Foss
Chris Foss, właśc. Christopher Foss (ur. 16 marca 1946 na Guernsey) – brytyjski grafik i ilustrator, znany głównie z ilustracji o tematyce science-fiction.
Ilustrował oryginalne wydania książek Isaaca Asimova, a jego grafiki wykorzystywane były także do ilustrowania innych autorów. W Polsce znany m.in. z okładek „Młodego Technika” i „Fantastyki”.
Artysta prezentuje oryginalny i niepowtarzalny styl, często wykorzystując motywy przedmiotów znanych nam codziennie jako detale czy inspiracje dla swoich pojazdów kosmicznych.